# عمرو بن الجموح
عمرو بن الجموح (المتوفي سنة 3 هـ) صحابي، وأحد زعماء المدينة وسيد من سادات بني سَلِمة، وشريفٌ من أشرافهم، وواحد من أجواد المدينة، كان آخر الأنصار إسلاماً، وهو صِهرٌ لعبدالله بن عمرو بن حرام؛ فقد كان زوجًا لأخته: هند بنت عمرو.
في يوم أحد، أراد عمرو الخروج الغزو مع النبي ﷺ، وكان برجله عَرَج، فمنعه بنوه، فأبى إلا أن يشهد المعركة مع أبنائه الأربعة، فقال للنبي ﷺ: «أرأيت إن قتلت اليوم أطأ بعرجتي هذه الجنة؟ قال: «نعم». قال: «فوالذي بعثك بالحق لأطأن بها الجنة اليوم إن شاء الله، ثم قاتل حتى قتل.»»

## اسمه ونسبه
كان عمرو بن الجموح سيد بني سلمة، فهو ابن الجموح بن زيد بن حَرَامِ بنِ كَعْبِ بن غَنْمِ بن كَعْبِ بن سلمة بن سعد بن علي بن أسد بن سَارِدَةَ بن تزيد بنِ جُشَمَ بن الخزرج الأنصاريُّ السَّلَمِيَ الغَنْمِيُّ من سادات بني سَلِمَةَ وأشرافهم، وأمه رُهْمُ بنت القين بن كعب بن سواد، من بني سَلِمَةَ. وله من الأخوة إدام بنت الجموح وهي شقيقته لأب وأم، وتزوجها مسعود بن كعب بن عامر بن عدي بن مجدعة بن حارثة، وقد أسلمت أدام، وبايعت النبي محمد.

## سيرته
كان عمرو بن الجموح سيد بني سلمة قبل الإسلام، ولما قدم مصعب بن عمير إلى يثرب مبعوثًا من النبي ﷺ ليُعلّم أهل يثرب الإسلام، بعث إليه عمرو بن الجموح، فقال: «ما هذا الذي جئتمونا؟»، فقال مصعب: «إن شئت جئناك، فأسمعناك القرآن»، فقال: «نعم». فقرأ مصعب أول سورة يوسف، فقال عمرو: «إن لنا مؤامرة في قومنا»، وكان فتيان بني سلمة فيهم ابنه معاذ ومعاذ بن جبل قد أسلموا، فكانوا إذا ذهب الليل دخلوا إلى بيت الصنم، فيطرحونه في أنتن حفرة مُنكّسًا، فإذا أصبح عمرو غمّه ذلك، فيأخذه، فيغسله ويُطيّبه، ثم يعودون لمثل فعلهم. فخرج ودخل على صنمه مناف، فقال: «يا مناف، تعلم ما يريد القوم غيرك، فهل عندك من نكير؟»، ثم قلّده السيف وخرج، فقام أهله فأخذوا السيف، فلما رجع قال: «أين السيف يا مناف؟ ويحك! إن العنز لتمنع إستها، والله ما أرى في أبي جعار غدا من خير». ثم قال لأهله: «إني ذاهب إلى مالي، فاستوصوا بمناف خيرًا». فذهب، فأخذوه فكسروه وربطوه مع كلب ميت وألقوه في بئر، فلما جاء قال: «كيف أنتم؟»، قالوا: «بخير يا سيدنا، طهر الله بيوتنا من الرجس». فقال عمرو: «والله إني أراكم قد أسأتم خلافتي في مناف»، قالوا: «هو ذاك، انظر إليه في ذلك البئر». فأشرف فرآه، فبعث إلى قومه فجاءوا، فقال: «ألستم على ما أنا عليه؟»، قالوا: «بلى، أنت سيدنا»، قال: «فأشهدكم أني قد آمنت بما أنزل على محمد».
وقد اختاره النبي محمد سيّدًا على قومه، فقد روى البخاري في كتابه الأدب المفرد عن جابر أن النبي ﷺ سئل: «من سيدكم يا بني سلمة؟ قلنا: «جد بن قيس، على أنا نبخله»، فقال ﷺ: «وأي داء أدوى من البخل، بل سيدكم عمرو بن الجموح»». وقيل إن النبي ﷺ اختار لهم بشر بن البراء بن معرور.
وقد أنشد أحد شعراء الأنصار في ذلك، فقال:
لما دعا النبي ﷺ أصحابه للخروج إلى غزوة بدر، همّ عمرو بن الجموح بالخروج، فمنعه أبنائه لعرجه. فلما كان يوم أحد أراد بنوه أن يحبسوه وقالوا: «أنت رجل أعرج، ولا حرج عليك، وقد ذهب بنوك مع النبي ﷺ». قال:«بخ! يذهبون إلى الجنة وأجلس أنا عندكم!»، فقالت هند بنت عمرو بن حرام امرأته: «كأني أنظر إليه موليا، قد أخذ درقته، يقول: اللهم لا تردني إلى أهلي خزيا!»، فخرج ولحقه بنوه  يكلمونه في القعود، فأتى النبي ﷺ، فقال:«يا رسول الله، إن بني يريدون أن يحبسوني عن هذا الوجه والخروج معك، والله إني لأرجو أن أطأ بعرجتي هذه الجنة». فقال النبي محمد: «أما أنت، فقد عذرك الله تعالى ولا جهاد عليك». فأبى فقال النبي ﷺ لبنيه: «لا عليكم أن لا تمنعوه؛ لعل الله يرزقه الشهادة». وقبل المعركة، قام النبي محمد ﷺ، فخطب وقال: «قوموا إلى جنة عرضها السماوات والأرض أعدت للمتقين» فقام عمرو وهو أعرج، فقال: «والله لأقحزن عليها في الجنة»، فقاتل هو وابنه خلاد لما انكشف المسلمون، حتى قُتلا. وقد دفن هو وعبد الله بن عمرو بن حرام في قبر واحد. بأمر من النبي ﷺ حيث قال يومئذ حين أَمر بدفن القتلى: «انظروا إلى عمرو بن الجموح وعبد الله بن عمرو بن حرام، فإنهما كانا متصافيين في الدنيا، فاجعلوهما في قبر واحد». وكان يسمى قبرهما قبر الأخوين.
وفي سنة 49 هـ، أصاب سيل موضع قبر عمرو بن الجموح، فخرّبه. فحُفر لهما ليُغيّرا مكانهما، فوجدا جثتيهما لم تتغيرا، كأنما ماتا بالأمس. وكان أحدهما قد جرح، فدُفن ويده على موضع جرحه، فأميطت يده عن جرحه، فسال الدم، ثم أعيدت، فرجعت كما كانت.

## زوجاته وذريته
تزوج عمرو بن الجموح من هند بنت عمرو بن حرام، وهي من المسلمات اللاتي بايعن النبي محمد، وشهدت مع النبي محمد غزوة خيبر، ومنها أنجب معاذ ومعوذ وخُلاد وابنة واحدة هي هند التي تزوجها محيصة بن مسعود من بني حارثة.